# ستيفن إم. روزين
ستيفن إم. روزين (بالإنجليزية: Steven M. Rosen)‏ هو فيلسوف وعالم نفس أمريكي، ولد في 6 سبتمبر 1942.